# 부다이진

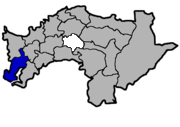

부다이진(한국어: 포대진, 중국어: 布袋鎮, 병음: Bùdài Zhèn)은 중화민국 자이 현의 진이다. 넓이는 61.7307km2이고, 인구는 2015년 8월 기준으로 28,036명이다.

## 지리
부다이 진은 남북으로 긴 형상으로 동쪽은 이주 향과 북쪽은 푸쯔 시, 둥스 향과 남쪽은 바장시(八掌渓)를 사이에 두고 타이난 현 베이먼 향과 접하고 서쪽은 타이완 해협에 접하고 있다. 타이완 서부의 자난 평원 연안 지역의 중심이다.

## 역사
부다이의 옛 이름은 포대취(布袋嘴)이다. 명나라 말에 대륙, 팽호간의 통항이 활발해지고 또 복건, 하문과의 최단 거리에 위치하고 있었기 때문에 배편이 많이 설치되었다. 전후 초기에는 타이완과 대륙과의 경제 및 문화 교류의 관문으로서 번영했다.